# Маккейб, Эдуард
Эдуард Маккейб (англ. Edward McCabe; 14 февраля 1816, Дублин, Соединённое королевство Великобритании и Ирландии — 11 февраля 1885, там же) — ирландский кардинал. Титулярный епископ Гадары и вспомогательный епископ Дублина с 26 июня 1877 по 14 марта 1879. Архиепископ Дублина с 4 апреля 1879 по 11 февраля 1885. Кардинал-священник с 27 марта 1882, с титулом церкви Санта-Сабина с 30 марта 1882.